# Відкритий чемпіонат Франції з тенісу 1981

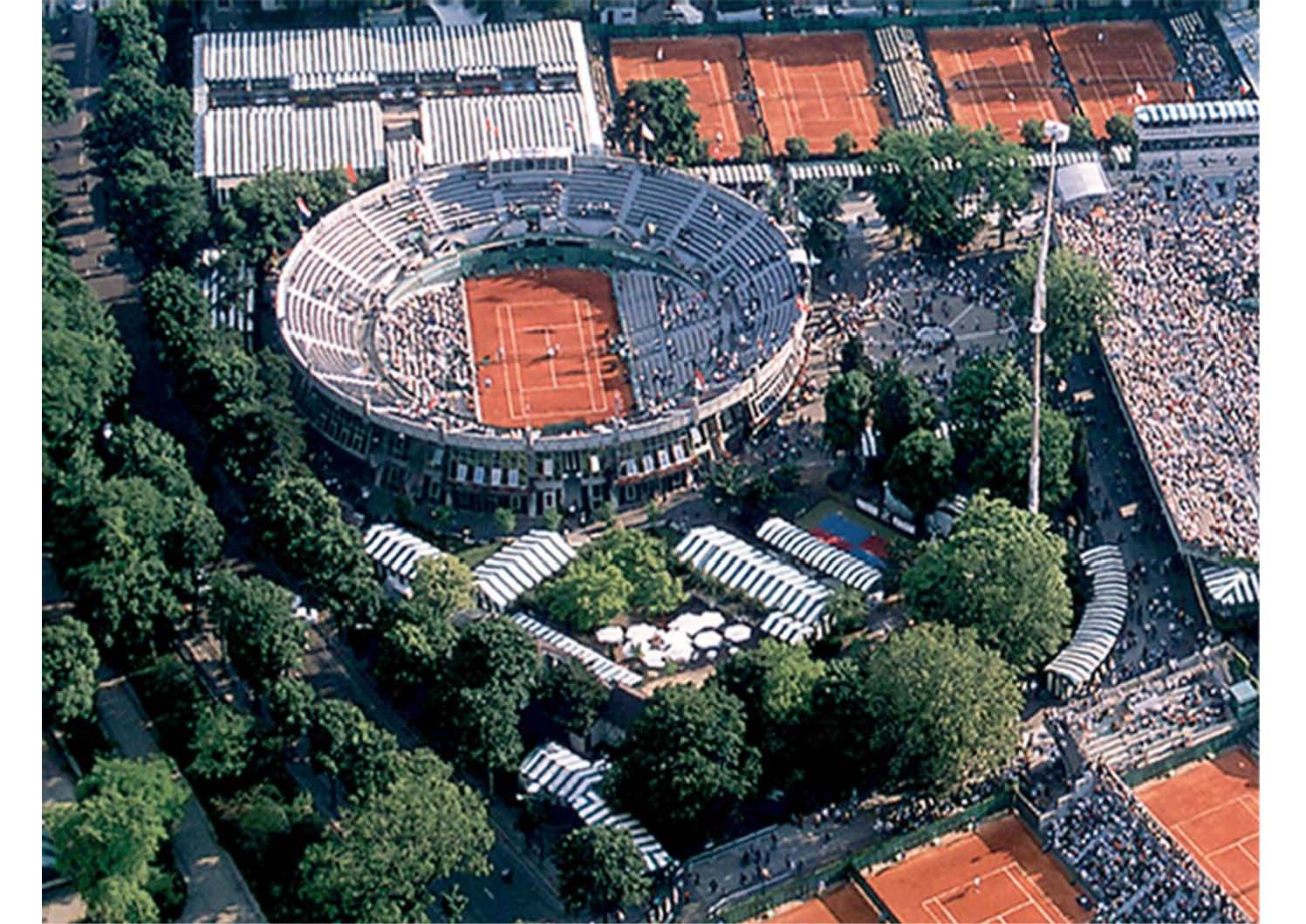
Лорран Гаррос

Відкритий чемпіонат Франції з тенісу 1981  — тенісний турнір, що проходив на відкритому повітрі на ґрунтових кортах Стад Ролан Гаррос у Парижі з 25 травня по 7 червня 1981 року. Це був 80 Відкритий чемпіонат Франції, другий турнір Великого шолома в календарному році.

## Огляд подій та досягнень
Бйорн Борг виграв Ролан-Гаррос четвертий раз поспіль. Це був його 11-ий (останній) титул Великого шолома й 6-а перемога в Парижі. 
У жінок Гана Мандлікова здобула свій другий титул Великого шолома. У Франції вона перемогла вперше. Минулорічна чемпіонка Кріс Еверт поступилася їй у півфіналі.

## Результати фінальних матчів

### Дорослі
| Одиночний розряд. Чоловіки   |                             |                         |
| Бйорн Борг                   | Іван Лендл                  | 6–1, 4–6, 6–2, 3–6, 6–1 |
|                              |                             |                         |
| Одиночний розряд. Жінки      |                             |                         |
| Гана Мандлікова              | Сільвія Ганіка              | 6–2, 6–4                |
|                              |                             |                         |
| Парний розряд. Чоловіки      |                             |                         |
| Гейнц Гюнтгардт Балаш Тароці | Террі Мур Еліот Телчер      | 6–2, 7–6, 6–3           |
|                              |                             |                         |
| Парний розряд. Жінки         |                             |                         |
| Розалін Фербенк Таня Гарфорд | Кенді Рейнолдс Пола Сміт    | 6–1, 6–3                |
|                              |                             |                         |
| Мікст                        |                             |                         |
| Андреа Єйгер Джеймс Аріас    | Бетті Стеве Фредерік Макнер | 7–6, 6–4                |
|                              |                             |                         |